# L’Homme du large – Ein Mann der See
L'Homme du large – Ein Mann der See ist der Titel eines französischen Stummfilmdramas, das Marcel L’Herbier 1920 für den die Filmgesellschaft Gaumont realisierte. Das Drehbuch schrieb er nach der literarischen Vorlage gleichen Titels von Honoré de Balzac, die 1835 erschienen ist.
Der Film schildert, wie das glückliche Leben eines leidenschaftlichen Fischers und seiner Frau ein jähes Ende findet, als sich herausstellt, dass der spät geborene Sohn das Meer fürchtet, ja hasst. Dies entzweit Vater und Sohn, die Mutter geht an dem Konflikt zu Grunde.

## Handlung
Nolff, ein bretonischer Fischer, hat ein Schweigegelübde abgelegt und lebt als Einsiedler an der Küste. Niemand außer einem weißgekleideten Novizen, der ihn mit Nahrung versorgt, kommt ihm nahe.
Vor Jahren hatte Nolff, voll Verachtung für die Menschen und das Leben an Land, sein Haus auf der Spitze einer abgelegenen Klippe gebaut, um sich ganz der Fischerei und seiner Familie zu widmen. Seine Tochter Djenna arbeitet hart und pflichtbewusst. Sein von ihm vergötterter Sohn Michel soll wie er ein „freier Mensch, ein Mann der See“ werden. Aber Michel ist eigensüchtig und nutzt seines Vaters blinde Zuneigung aus; als er heranwächst, beginnt er das Meer zu hassen. Mehr bedeuten ihm die Verlockungen des Stadtlebens. Von seinem Freund Guenn-la-Toupe wird er verführt und in schlechte Gesellschaft gelockt.
Zum Osterfest, der einzigen Gelegenheit, zu der Nolff und seine Familie sich zu den Stadtleuten gesellen, wird Nolffs Frau krank. Während sie heimtransportiert wird, entkommt Michel in eine übel beleumundete Kneipe in der Stadt, wo er sich mit der Tänzerin Lia zusammentut. Seine Schwester Djenna sucht ihn auf, um ihn ans Krankenbett seiner Mutter heimzuholen, doch Michel schlüpft zurück in die Kneipe, wo er in Streit mit Lias Zuhälter gerät und diesen ersticht.
Nolff zahlt für die Entlassung von Michel aus der Haft. Als sie aber nach Hause kommen, ist die Mutter gestorben.
Da er Geld braucht, um Lia auszuhalten, stiehlt Michel die Ersparnisse, welche die Mutter für die Aussteuer seiner Schwester Djanna zurückgelegt hatte, wird aber von Nolff gefasst und bestraft. Nolff schwört, „ihn Gott wieder zurückzugeben“. Mit schweren Ketten bindet er Michel an den Boden eines offenen Bootes und stößt es hinaus aufs Meer. Danach beginnt er das Leben eines Einsiedlers an der Küste.
Djenna geht in ein Kloster. Monate später erhält sie einen Brief von Michel, der überlebt hat. Er sei nun ein anderer Mensch geworden, der jetzt seinen Lebensunterhalt als Seemann verdiene. Als Nolff erfährt, dass Michel nach Hause kommen möchte, schreit er seine Reue über das Urteil, das er über seinen Sohn gefällt hatte, aufs Meer hinaus.

## Hintergrund
Die Außenaufnahmen wurden an der bretonischen Küste in Penmarc'h, Finistère gedreht, die Innenszenen entstanden in den Studios La Villette, Paris 19, in Paris.
Das Bühnenbild schufen Robert-Jules Garnier und Claude Autant-Lara, der neben Philippe Hériat (hier noch als ‚Raymond Payelle‘) und Dimitri Dragomir, die im Film auch kleine Rollen hatten, auch Regieassistent war. Die Photographie lag in den Händen von Georges Lucas. Regisseur L’Herbier und Jaque Catelain besorgten den Schnitt. Den Verleih für Frankreich hatte die Société des Etablissements L.Gaumont übernommen.
L'Homme du large wurde in Frankreich am 3. Dezember 1920 im Gaumont Palace in Paris uraufgeführt. Eine Wiederaufführung gab es am 19. Juli 1929. Er lief auch in Italien, dort als La giustizia del mare, in Portugal und Polen.

## Rezeption
Der Film wurde sowohl vom Publikum als auch durch die Presse mit Begeisterung aufgenommen. Sein Ruhm bei den Kritikern hielt auch die folgenden Jahre über an. Der Filmhistoriker Henri Langlois merkte über ihn an, dass der Film nicht nur eine Geschichte aus einzelnen Ereignissen erzähle, die durch Zwischentitel zusammengehalten würden, sondern eine Folge von Bildern darstelle, deren Botschaft Ausdruck einer Idee sei, deren über die Bilder geblendete Zwischentitel ihren Sinn in der Art eines Idéogramms noch unterstrichen. Der Film sei das erste Beispiel für „filmisches Schreiben“.
L'Herbiers filmsprachliche Neuerungen verwirrten zunächst einige der Kritiker, die sie nicht mit den Eindrücken der Naturaufnahmen von Küste und Meer zusammenbringen konnten.
Breitere Zustimmung fand die rhythmische Struktur der Schnittfolgen und Sequenzen, die nach Meinung L'Herbiers wie eine musikalische Komposition aufgefasst war.
Lediglich der französische Zensor nahm Anstoß an einigen als zu freizügig empfundenen Bildern sich liebkosender lesbischer Frauen. L’Herbier verhandelte mit der Behörde und machte zu deren Beruhigung einige Schnitte, damit der Film weiter gezeigt werden konnte, fügte die beanstandeten Bilder jedoch später wieder ins Originalnegativ ein.
„Melancholisches Drama um den ewigen Gegensatz von Meer und Land, in dem der vom Sturm gepeitschte Atlantik, der die Menschen in ihre Schranken verweist, die zentrale Rolle einnimmt.“ (Filmlexikon 2001)
„Der meisterhafte Stummfilm arbeitet mit komplexen Schnittfolgen, versteht sich als ‚visuelle Symphonie‘ und gilt als frühes Beispiel einer ‚kinematografischen Schrift‘“ erklärt das Filmlexikon 2001.
Eine ausführliche Restauration, die auch die Wiederherstellung der ursprünglichen Zwischentitel und der systematischen Einfärbung getreu den originalen Aufzeichnungen L’Herbiers  einschloss, hatten 1998 CNC Archives françaises du film und Gaumont unternommen. Der Komponist Antoine Duhamel, Sohn des Schriftstellers Georges Duhamel, schrieb 2001 eine neue Begleitmusik dazu. Am 20. Dezember 2002 strahlte der Kulturkanal Arte France den restaurierten Film im Fernsehen aus.
Paramount Home Entertainment France brachte 2009 L'homme du large zusammen mit El Dorado auf DVD in den Handel.